# 寅次郎的故事40 寅次郎沙拉纪念日
《寅次郎的故事40 寅次郎沙拉纪念日》（日语：男はつらいよ 寅次郎サラダ記念日）是一部1988年上映的日本喜剧电影，亦是《寅次郎的故事系列》的第四十部剧场版作品。由山田洋次导演，渥美清、倍赏千惠子、前田吟、下条正巳、三崎千惠子、三田佳子等等主演。于1988年12月24日上映。

## 剧情简介
寅次郎在路上遇见一位孤独的老人，当晚他住在老人的家里，给她带来许多安慰。老人的孩子搬到了东京，留下她孤零零一人。第二天，医院的大夫真知子来接她，寅次郎才知道老人不愿意呆在医院里，宁愿守着她的家走过生命中的最后时光。在寅次郎的劝说下，老人终于恋恋不舍地离开了家，她的目光里充满了留恋和不舍，流着泪和她熟悉的家告别。寅次郎的真诚令真知子很感动，她的丈夫刚刚在登山中丧生，除了在早稻田大学读书的侄女由纪来看望她，她一直都很孤独。她的儿子寄养在母亲家，因为这里的条件比较差，她不能接他来，而儿子也渐渐不理解妈妈丢下他守在小医院里终日为病人辛劳，却惟独不想自己的儿子。真知子也想回到亲人的身边，但是强烈的责任心使她在院长的极力挽留下再次选择了事业。

## 主要演员
- 车寅次郎：渥美清
- 诹访樱：倍赏千惠子
- 原田真知子：三田佳子
- 由纪：三田宽子
- 车龙造（外甥）：下条正巳
- 车つね（姑妈）：三崎千惠子
- 桂梅太郎（社长）：太宰久雄
- 诹访满男：吉冈秀隆
- 诹访博：前田吟
- 源公：佐藤蛾次郎
- 御前样：笠智众
- 尾崎茂：尾美利德
- 中込菊枝：铃木光枝
- 富永教授：三国一朗
- 八重子：奈良冈朋子
- 院长：须磨啓
- 强盗：笹野高史
- ポンシュウ：关敬六

## 奖项
该电影荣获第13届日本电影金像奖的最佳女配角奖提名奖项。
- 第13届日本电影金像奖最佳女配角奖／三田佳子
- 第7届金十字奖最佳银奖

### 英文
- . 英国电影协会.   [2015-12-25]. （原始内容存档于2012-10-18） （英语）.
- . Complete Index to World Film.   [2015-12-25]. （原始内容存档于2016-03-04） （英语）.
- 互联网电影数据库（IMDb）上《Otoko wa tsurai yo: Torajiro sarada kinenbi (1988)》的资料（英文）

### 德文
- . www.molodezhnaja.ch.   [2015-12-25]. （原始内容存档于2016-03-03） （德语）.

### 日文
- . www.allcinema.net.   [2015-12-25]. （原始内容存档于2016-03-03） （日语）.
- . 日本电影院数据库（日本文化厅）.   [2015-12-25]. （原始内容存档于2012-03-11） （日语）. 外部链接存在于|publisher= (帮助)
- . 日本电影数据库.   [2015-12-25]. （原始内容存档于2016-03-03） （日语）.
- . 电影旬报.   [2015-12-25]. （原始内容存档于2012-03-24） （日语）.

### 中文
- . 豆瓣电影.   [2015-12-25]. （原始内容存档于2016-03-07）.